# Parklandschap Dessau-Wörlitz
Het Parklandschap Dessau-Wörlitz is een ensemble van steden, dorpen, parken, paleizen en monumenten in de Duitse deelstaat Saksen-Anhalt dat in 2000 op de werelderfgoedlijst van de UNESCO is geplaatst. Het gebied beslaat een oppervlakte van 142 km2 langs de oevers van de Elbe in het natuurgebied Mittelelbe en is bijzonder waterrijk.
Het Wörlitzer park, een van de eerste en grootste Engelse landschapsparken in Duitsland en op het Europese continent, vormt er de kern van. Het ontstond in de periode van de Verlichting onder hertog Leopold III Frederik Frans van Anhalt-Dessau.
Het park vond zijn oorsprong in de zeventiende eeuw, toen de echtgenote van vorst Johan George II van Anhalt-Dessau, Henriëtte Catharina van Oranje-Nassau, ingenieurs en architecten uit Nederland contracteerde voor de aanleg van de stad en het paleis Oranienbaum.
De Nederlandse invloed in Anhalt Dessau bleef een belangrijke rol spelen tot de anglofiele hertog Leopold III opdracht gaf aan Friedrich Wilhelm von Erdmannsdorff om Slot Wörlitz te ontwerpen (1769-1773), het eerste Neoclassicistische bouwwerk in Duitsland. De landschapsarchitect Johann Friedrich Eyserbeck, die het Engelse park rond het landhuis ontwierp, was sterk beïnvloed door Britse voorbeelden als Claremont, Stourhead en Stowe.
Het parkontwerp is gebaseerd op de filosofie van Jean-Jacques Rousseau en esthetische opvattingen van Johann Joachim Winckelmann en Johann Georg Sulzer. Rousseau beschouwde de landbouw als de basis van het dagelijks leven en wees op de educatieve rol van het natuurlijke landschap. Het Rousseau-eiland is een kopie van het eiland Ermenonville waar Rousseau is begraven.
Diverse bouwwerken in het gebied hebben grote invloed gehad op de architectonische ontwikkeling in Midden-Europa. Het Gotische Huis, in 1774 door Erdmannsdorff ontworpen, was een van de eerste neogotische ontwerpen op het Europese vasteland. In het park bevindt zich een aantal experimentele bruggen, waaronder een hangbrug en een kopie van Iron Bridge (1779-1781) in het Engelse Shropshire. In 1790 werd naar ideeën van Sir William Chambers een Chinese tuin aangelegd bij slot Oranienbaum. In het eerste decennium van de negentiende eeuw werden in Riesigk (1800), Wörlitz (1809) en Vockerode (1811) neogotische kerken gebouwd.
De oudere landschappelijke elementen van Oranienbaum en Mosigkau werden op zorgvuldige wijze in het pantheon van stijlen ingepast, waardoor het gebied als een encyclopedie van landschaps- en bouwstijlen van de late zeventiende tot de vroege negentiende eeuw beschouwd kan worden en tevens filosofische en pedagogische ontwikkelingen in die periode weerspiegelt.
Door het gebied lopen een spoorlijn en een snelweg, beide aangelegd in de jaren 1930.
|  |  |